# Désignation des vis
La désignation des vis est la manière de décrire les vis dans un document technique. La désignation se compose de plusieurs éléments. Il importe d'avoir une désignation sans ambiguïté, afin que la vis utilisée pour l'assemblage soit conforme à la conception mécanique.
Exemple de désignation :
vis H, M8-50 - 8.8 (parfois noté vis H M8×50 8-8) : vis à tête hexagonale (H), filetage ISO (M) à pas gros de diamètre nominal 8 mm, de longueur sous tête 50 mm et de classe de qualité 8.8 (résistance de l'acier).

## Désignation en France
En communication technique en France, on utilise les normes NF E 25-… : NF E 25-112, NF E 25-116, NF E 25-125, etc.
La désignation commence par le terme vis (dans les documents en français).  

### Symbole de la forme de la tête
Depuis plusieurs années, les normes de la mécanique ne prévoient plus de symbole pour les formes de tête de vis. On indique le nom de la tête de vis en toutes lettres.
Par exemple : vis à tête cylindrique hexagonale creuse (CHC), vis à tête cylindrique et perçage hexagonal de l'entreprise BTR.
Une norme n'étant pas contraignante, de nombreux concepteurs et dessinateurs utilisent les symboles des anciennes normes :
- sans tête : A
- cylindrique : C
- fraisée : F
- goutte de suif : G
- hexagonale : H
- Japy : J
- carré : Q
- ronde : R
- cylindrique basse : cz

### Symbole de forme complémentaire (éventuel)
- Bombée : B
- Bombée large : BL
- Embase : D
- Embase centrée : F
- À créneaux : K
- À collerette : T

### Symbole d'entraînement (éventuel)
- Collet carré : CC
- Ergot : EG
- Six pans creux : Hc
- Fente : S
- Cruciforme : H (Phillips)
- Cruciforme : Z (Pozidriv)
- Six lobes internes : X (Torx)
- Dombo be : 'DB

### Symbole du filetage
- Filetage métrique (ISO) : M
- Filetage à tôle : ST
- Filetage à bois : VB
- Filetage trapézoïdal : Tr
- Filetage rond : Rd

### Diamètre nominal
Le diamètre nominal, en millimètres.

### Pas
Pour un filetage métrique, le pas est gros par défaut. Dans le cas d'un filetage à pas fin, la valeur du pas en mm s'ajoute à la dénomination sans mentionner l'unité (mm). Par exemple, M 10 × 1,0 (en France, en Allemagne) ou bien M 10 × 1.0 (en Suisse, aux États-Unis etc.). Le pas du filetage standard pour M10 est de 1,5 mm.

### Longueur
La longueur de la vis, précédée par un tiret -

### Longueur filetée (éventuel)
La longueur filetée si elle est différente.

### Symbole d'extrémité (éventuel)
- Bout chanfreiné : CH
- Bout bombé : BB
- Téton court : TC
- Téton long : TL
- Bout plat : PL
- Bout cuvette : CV

### Classe de qualité
La classe de qualité désigne la résistance de l'acier. Selon la norme ISO 898-1:Mai 2013 (ISO 898-1:1988) (remplaçant la norme ISO/R 898-3:1969), la classe est notée par deux nombres entiers n1.n2, par ex. « 5.6 », « 8.8 », « 10.9 » ou « 12.9 ».
Le premier nombre représente la résistance à la rupture de l'acier en MPa (ou N/mm²) :
Rm = n1×100 MPa
Le second représente le rapport entre la limite élastique Re et la résistance à la traction Rm :
Re = 0,1×n2×Rm
Re vaut 10×n2 % de la Rm.
Par exemple, une vis de qualité 5.6 a
- une résistance à la rupture garantie Rm = 5×100 = 500 MPa et
- une limite élastique garantie Re = 0,6×500 = 300 MPa, ou encore Re = 10×(5×6).

## Selon d'autres normes
Pour les boulons d'ancrage, on utilise parfois la norme automobile internationale SAE J429 pour désigner la classe de qualité.
| Nuance  | Dimension " (mm)  | Contrainte d'épreuve ksi (MPa) | Résistance à la traction ksi (MPa) |
| ------- | ----------------- | ------------------------------ | ---------------------------------- |
| grade 1 | 1/4–1-1/2 (6–38)  | —                              | 74 (510)                           |
| grade 2 | 1/4–3/4 (6–19)    | —                              | 74 (510)                           |
| grade 2 | > 3/4 (> 19)      | —                              | 60 (414)                           |
| grade 5 | 1/4–1 (6–25)      | 85 (586)                       | 120 (827)                          |
| grade 5 | > 1–1-1/2 (26–38) | 74 (510)                       | 105 (724)                          |
| grade 8 | 1/4–1-1/2 (6–38)  | 120 (827)                      | 150 (1 034)                        |